# 9187 Walterkröll
(9187) Walterkroll, denumire internațională (9187) Walterkröll, este un asteroid din centura principală de asteroizi.

## Descriere
9187 Walterkröll este un asteroid din centura principală de asteroizi. A fost descoperit pe 12 septembrie 1991 la Tautenburg de Lutz Dieter Schmadel și Freimut Börngen. Asteroidul prezintă o orbită caracterizată de o semiaxă mare de 2,39 ua, o excentricitate de 0,20 și o înclinație de 4,4° în raport cu ecliptica.